# Uwe Kunsztowicz
Uwe Kunsztowicz (* 18. Januar 1944) ist ein deutscher Schachspieler. Er war 1972 und 1991 Dähne-Pokal-Sieger.

## Deutsche Einzelmeisterschaften
- Oberursel 1972, 2. Platz hinter Hans-Günter Kestler.[1]
- Dortmund 1973, Internationale Meisterschaft, die Hans-Joachim Hecht gewann.[2]
- Menden 1974.[3]
- Bad Neuenahr 1980, 2. Platz hinter Eric Lobron.[4]
- Bochum 1981.[5]
- Bad Neuenahr 1982.[6]
- Bad Neuenahr 1984.[7]
- Essen Deutsche Schnellschachmeisterschaft 1995: 1. Georg Siegel, 2. Uwe Kunsztowicz, 3. Romuald Mainka

## Weitere Turniere
Beim North Sea in Esbjerg 1976 war er geteilter Erster. 1965 wurde er bei dem internationalen Einladungsturnier um den Dr.-Deppe-Pokal
geteilter Dritter zusammen mit Alfred Seppelt. Den dritten Platz belegte er 1966 in Detmold, wo Joaquim Durão gewann. Er spielte das 2. Klaus-Junge-Gedenkturnier 1980 im Sitzungssaal der Hamburger Gaswerke. Es wurde nach dem Scheveninger System ausgetragen (zehn Ausländer gegen zehn HSK-Spieler). Außerdem nahm er in den 1980er und 1990er Jahren mehrmals am Wichern Open und der Hamburger Einzelmeisterschaft teil. Er wurde Zweiter hinter Stefan Bücker bei der Meisterschaft von Nordrhein-Westfalen 1983 in Detmold und spielte das Bargteheide Open 1988.

## Mannschaftskämpfe

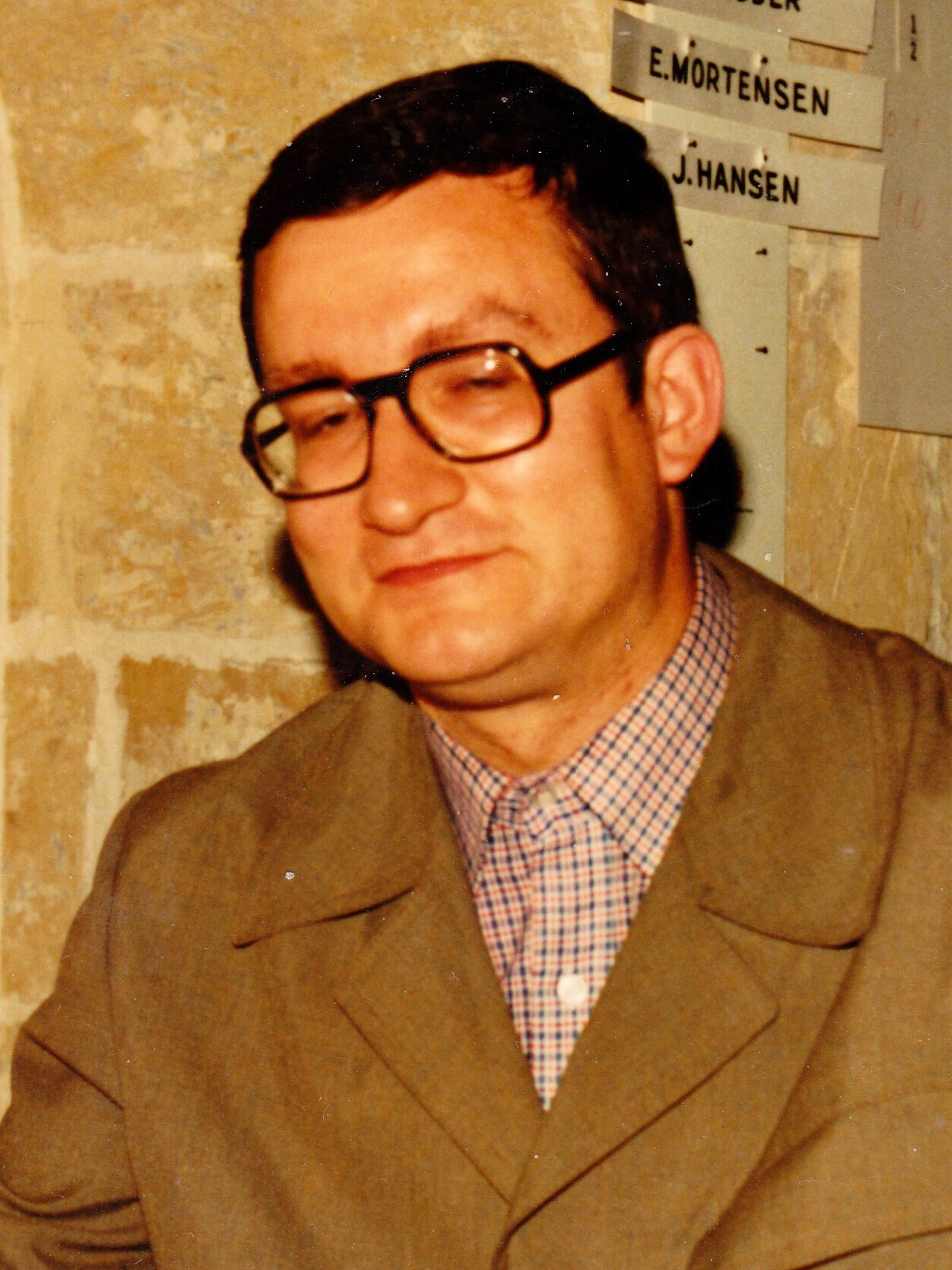
Kunsztowicz, Malta 1980

Mannschaftsschach spielte Kunsztowicz in der deutschen Schachbundesliga in der Saison 1980/81 für den Hamburger SK an Brett 2. Für die SG Enger-Spenge spielte er in den Saisons 1982/83, 1983/84 und 1984/85. In der Saison 1986/87 spielte er für die Hamburger SG BUE.
Außerdem nahm er 1973 für Deutschland am Clare Benedict Cup in Gstaad teil. Er spielte die Europa-Mannschaftsmeisterschaft 1973 in Bath. An der Schacholympiade 1980 auf Malta nahm er als Reservespieler teil.

## Sonstiges
Uwe Kunsztowicz ist FIDE-Meister, außerdem trägt er den Titel Nationaler Meister des Deutschen Schachbundes, welchen er 1972 erhielt. Seine höchste Elo-Zahl war 2460 (Januar 1981). Im Juli 2002 wurde seine letzte Partie (Landesliga Hamburg, in der er für die Schachabteilung des Ruder-Club Favorite Hammonia spielte) gewertet.